# Aleochara angusticeps
Aleochara angusticeps är en skalbaggsart som beskrevs av Sharp 1883. Aleochara angusticeps ingår i släktet Aleochara och familjen kortvingar. Inga underarter finns listade i Catalogue of Life.